# North Rose (Nueva York)
North Rose es un lugar designado por el censo ubicado en el condado de Wayne en el estado estadounidense de Nueva York. En el año 2010 tenía una población de 636 habitantes.

## Geografía
North Rose se encuentra ubicado en las coordenadas 43°11′13.77″N 76°53′12.13″O / 43.1871583, -76.8867028.